# Weta Digital
Weta Digital es una compañía dedicada a efectos visuales digitales ubicada en Wellington, Nueva Zelanda. Fue fundada por Peter Jackson, Richard Taylor y Jamie Selkirk en 1993 para producir los efectos especiales digitales para la película Criaturas celestiales. En 2007, el supervisor jefe de efectos visuales, Joe Letteri, fue nombrado director de la compañía. Weta Digital ha ganado diversos Premios Óscar y BAFTA.
Weta Digital forma parte de un grupo de empresas llamado Weta Limited, localizado en Wellington, del que Peter Jackson es copropietario, en el que se incluyen Weta Workshop, Weta Productions, Weta Collectibles y Park Road Post Production.

## Logros
Weta Digital ha ganado premios por sus trabajos en efectos visuales en la trilogía de películas basadas en El Señor de los Anillos, incluyendo los Óscar por su trabajo en El Señor de los Anillos: la Comunidad del Anillo (2001), El Señor de los Anillos: las dos torres (2002) y El Señor de los Anillos: el retorno del Rey (2003). Dos años después, Weta Digital ganó otro Óscar por la película King Kong.
Weta Digital ha creado diverso software propio que les ha permitido desarrollar novedosos efectos visuales. La escala de las batallas que fueron requeridas para la serie de películas de El Señor de los Anillos les llevó a desarrollar el programa MASSIVE, que permite la animación de grandes números de agentes: personajes independientes que actúan de acuerdo a unas reglas predeterminadas. En King Kong se hizo necesario recrear el Nueva York de 1933 lo que obligó a la creación de otro programa, CityBot, una aplicación que permitía construir la ciudad en función de las necesidades del rodaje.
El pelaje de Kong también necesitó que se desarrollase un software de simulación y de modelado específico. Se generaron una serie de herramientas que combinaban procedimientos y técnicas interactivas, lo que permitió que se creasen efectos que se añadieron de manera individual a los cuatrocientos sesenta mil millones de pelos, resolviendo la interacción de éstos con otras superficies.

## Filmografía de efectos visuales
- Avatar 5[1]
- Avatar 4[1]
- Avatar 3[1]

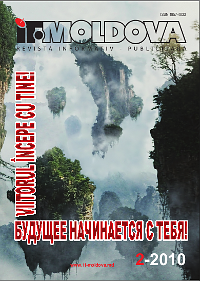
Portada de un número de la revista tecnológica IT Moldova, en la que se puede ver una de las «islas colgantes» de Avatar con la forma del mapa de Moldavia, un trabajo de Andrey Koval, colaborador de Weta Digital.

- Kingdom of the Planet of the Apes (2024)
- Godzilla y Kong: El nuevo imperio (2024)
- Rebel Moon - Parte 1: La niña del fuego (2023)
- Aquaman y el Reino Perdido (2023)
- Cocaine Bear (2023)
- La Sirenita (2023)
- The Marvels (2023)
- The Creator (2023)
- The Flash (2023)
- Guardianes de la Galaxia vol. 3 (2023)
- Transformers: el despertar de las bestias (2023)
- ¡Shazam! La furia de los dioses (2023)
- The Batman (2022)
- Avatar: The Way of Water (2022)
- Thor: Love and Thunder (2022)
- Black Adam (2022)
- The King's Man (2021)
- Eternals (2021)
- El Escuadrón Suicida (2021)
- Godzilla vs. Kong (2021)
- La guerra del mañana (2021)
- Black Widow (2021)
- Liga de la Justicia de Zack Snyder (2021)
- Shang-Chi y la leyenda de los Diez Anillos (2021)
- Alita: Battle Angel (2019)
- Mortal Engines (2018)
- Rampage (2018)
- Liga de la Justicia  (2017)
- Valerian y la ciudad de los mil planetas (2017)
- War for the Planet of the Apes (2017)
- Avatar Flight of Passage (2017)
- Guardianes de la Galaxia vol. 2 (2017)
- Spectral (2017)
- Pete's Dragon (2016)
- The BFG (2016)
- Independence Day: Resurgence (2016)
- Remo (2016)
- Un espía y medio (2016)
- El libro de la selva (2016)
- Batman v Superman: Dawn of Justice (2016)
- Furious 7 (2015)
- Chappie (2015)
- El hobbit: la batalla de los Cinco Ejércitos (2014)
- Dawn of the Planet of the Apes  (2014)
- El hobbit: la desolación de Smaug (2013)
- El hombre de acero (2013)
- El hobbit: un viaje inesperado (2012)
- Las aventuras de Tintín: el secreto del Unicornio (2011)
- Rise of the Planet of the Apes (2011)
- Avatar (2009)
- District 9 (2009)
- The Lovely Bones (2009)
- The Day the Earth Stood Still (2008)
- Las crónicas de Narnia: el príncipe Caspian (2008)
- Jumper (2008)
- 30 Days of Night (2007)
- The Water Horse: Legend of the Deep (2007)
- Los 4 Fantásticos y Silver Surfer (2007)
- Bridge to Terabithia (2007)
- Eragon (2006)
- X-Men: The Last Stand (2006)
- King Kong (2005)
- Yo, robot (2004)
- Van Helsing (2004)
- El Señor de los Anillos: el retorno del Rey (2003)
- El Señor de los Anillos: las dos torres (2002)
- El Señor de los Anillos: la Comunidad del Anillo (2001)
- Contact (1997)
- The Frighteners (1996/I)
- La verdadera historia del cine (1995, para televisión)
- Criaturas celestiales (1994)